# Tipula kashkarovi
Tipula kashkarovi är en tvåvingeart som beskrevs av Stackelberg 1944. Tipula kashkarovi ingår i släktet Tipula och familjen storharkrankar. Inga underarter finns listade i Catalogue of Life.